# Aspidolea guadairethorei
Aspidolea guadairethorei är en skalbaggsart som beskrevs av S. Endrödi 1980. Aspidolea guadairethorei ingår i släktet Aspidolea och familjen Dynastidae. Inga underarter finns listade.